# Living for Love
Living for Love is een nummer van de Amerikaanse zangeres Madonna uit 2014. Het is de eerste single van haar dertiende studioalbum Rebel Heart.
De piano op het nummer wordt gespeeld door Alicia Keys. Volgens Madonna gaat het nummer over een stukgelopen relatie. Desondanks is de tekst van het nummer vrij opbeurend, en gaat het ook over het tegengaan van negatieve gedachten met positieve reacties. Muziekcritici waren enthousiast over de tekst en de melodie van het nummer. Toch wist het nummer de Amerikaanse Billboard Hot 100 niet te bereiken. In Europa werd het nummer wel een klein hitje. In Nederland haalde het de 18e positie in de Tipparade, en in Vlaanderen kwam het tot de 4e positie in de Ultratip 100.